# Kennwort: Reiher
Kennwort: Reiher ist ein im Winter 1963/64 gedrehtes Kriegsfilmdrama des Regisseurs Rudolf Jugert mit Peter van Eyck, Marie Versini und Fritz Wepper in den Hauptrollen. Seine Uraufführung fand am 27. März 1964 statt.

## Handlung
Belgien und Frankreich im vorletzten Kriegswinter 1944: Der amerikanische Jagdflieger Philip Sturgess ist über dem von den Deutschen besetzten Westeuropa abgeschossen worden. Er hat Glück im Unglück, eine einheimische Widerstandsgruppe, genannt „River Line“, nimmt ihn unter seine Fittiche und versteckt ihn. Sturgess ist nicht der einzige alliierte Soldat, den die Widerständler bei sich aufgenommen haben. Auch Sturgess’ Landsmann Frewers wird von ihnen versteckt. Später stößt auch noch der britische Major Barton, der unter dem Decknamen „Der Reiher“ agiert, dazu.
Zentrale Ansprechpartnerin der Widerstandsgruppe ist die Französin Marie, eine zierliche, ernste, junge Frau, die unter anderem die verschiedenen ländlichen Verstecke – Bauernhöfe und abgelegene Häuser – für die drei Männer organisiert. Ihr Ziel ist es, die drei Männer bis ins neutrale Spanien zu schmuggeln. Doch bald kommt ein schrecklicher Verdacht auf. Einer der drei alliierten Soldaten soll ein Spion der Nazis sein.
Der Verdacht fällt schließlich auf den besonnenen und erfahrenen Barton, der von sich behauptet, einem deutschen Kriegsgefangenenlager entflohen zu sein. Man hält über ihn heimlich Gericht, stimmt ab und kommt zum Schluss, dass er hingerichtet werden soll, auch wenn es keinerlei handfeste Beweise gibt. Die Gefahr sei zu groß, so glaubt man, dass die Aktionen der „River Line“ an den Gegner verraten werden könnten. Major Barton wird erstochen, doch als bald neue Alliierte auf der Flucht zu der Widerstandsgruppe hinzustoßen, die Barton von früher kennen, stellt sich diese Exekution als ein schrecklicher Irrtum heraus.

## Produktionsnotizen
Kennwort: Reiher, der zunächst den Arbeitstitel Unternehmen Reiher trug, war die letzte Kinofilminszenierung Rudolf Jugerts.
Nach seiner Mitwirkung in Die Brücke spielte Fritz Wepper hier ein weiteres Mal in einem bewegenden Antikriegsfilm mit.
Für Marie Versini war diese Rolle eine seltene Gelegenheit, ihr Können in Deutschland auch außerhalb der Karl-May-Filmreihe zu zeigen. Es sollte die überzeugendste und anspruchsvollste Leinwandrolle ihrer gesamten Karriere werden.
Die Kostüme entwarf Ina Stein, die Bauten Wolf Englert unter der Mithilfe von Bruno Monden. Petrus Schloemp und Rüdiger Meichsner, später zwei bekannte Kameraleute, assistierten hier Wolf Wirth und Hans Jura, die für Kennwort: Reiher beeindruckende Schneelandschaften einfingen.
Der Film basiert auf der Vorlage eines Romans von Charles Morgan, The River Line.
Im nicht-deutschsprachigen Ausland fand Kennwort: Reiher trotz guter Besprechungen keinen Verleih.

## Kritiken
„...so strahlt denn auch das vorliegende Prunkstück jenen Glanz von Echtheit aus, der Talmi eigen ist. Der Widerstand gegen Hitler in Frankreich findet auf dem Dachboden eines Professorenhauses statt, die Schrecken des Krieges sind fern, statt dessen gibt es deutschen Muff und deutsche Spießigkeit, ärgerliches Pathos und verlogene Sentimentalität, was herausschaut, ist unterste Kolportage. Es spreizt sich Peter van Eyck als vielsprachiger Kriegsphilosoph à la Jünger mit Sätzen wie ‚Verantwortung ist das harte Brot, das man zum sauren Wein essen muß‘; Walter Rilla als rundherum gebildeter Literaturprofessor zitiert beim milden Schein echter Bienenwachskerzen einen Monolog aus dem ‚Prinz von Homburg‘ und kommt mit seiner französischen Seele nicht ins Reine; das Untergrundvölkchen aus der Mottenkiste fabriziert Lyrismen über Krieg, Ehre, Tod und Freiheit, und Marie Versini, von Winnetous Schwester zur Volksschullehrerin verkommen, zeigt Pullover- und Rockmoden und gegen Ende ein paar Tränen. Wolf Wirth streunt, wie gehabt, mit seiner Kamera flink durchs Unterholz und visiert einen abgeschossenen US-Luftwaffenleutnant neckisch aus der Perspektive des Niederwildjägers an. Von Ernsthaftigkeit, aufklärerischer Tendenz oder Kritik am Vorurteil keine Spur.“

In Das große Personenlexikon des Films ist in der Biografie Rudolf Jugerts über seine Kino-Abschlussinszenierung zu lesen: „In seiner 16jährigen Kinotätigkeit besitzen vor allem sein Debütwerk und sein letzter Spielfilm größere Bedeutung. (…) „Kennwort: Reiher“ erzählt in nüchternen, klaren Winterbildern von einem britischen Major, der während des 2. Weltkriegs in einer Atmosphäre aus Mißtrauen und Verdächtigungen vom französischen Widerstand als Nazi-Spion verdächtigt und daraufhin erschossen wird -- eine dramatische Geschichte von Unsicherheit und Argwohn in einer Zeit, in der schon der bloße Verdacht tödliche Folgen haben kann.“

„Zweifellos ist dies ein spannender Film über die Resistance in Frankreich und Belgien. Die Schicksale der Flüchtlinge und Fluchthelfer in den von deutschen Truppen besetzten Gebieten gaben einen packenden Rahmen ab. Genug für einen Film aus dem Jahre 1963. Über bloße Spannung und gute Charakterisierung der Akteure hinaus fehlte eigentlich jede weiterzielende Aussage. So wertneutral war denn der Krieg auch wieder nicht, als daß man den verzweifelten Kampf der Widerstandsgruppen als ein aufgesetztes Ratespiel über wirkliche Identität eines (von Peter van Eyck glänzend verkörperten) britischen Majors abspielen könnte. Da, wo die Story aufhörte, hätte der Film eigentlich anfangen müssen...“

Im Lexikon des Internationalen Films heißt es: „Beachtlicher deutscher Versuch, die Verkehrung der Ordnung durch den Krieg in verschiedenen Ausprägungen darzustellen.“
Die Zeitschrift Cinema bemerkt zu dem Film: „Spannende Fabel aus dem Widerstand.“

## Auszeichnungen
Obwohl kein besonders großer Erfolg an der Kinokasse, wurde Kennwort: Reiher mit zahlreichen Auszeichnungen, darunter mehrfach mit dem Deutschen Filmpreis, bedacht.
Das Filmband in Gold ging an Kennwort Reiher in den Kategorien Abendfüllender Spielfilm (Produzent Franz Seitz junior), Beste Filmarchitektur (Wolf Englert), Beste Kameraführung (Wolf Wirth und Hans Jura) und Bester Nachwuchsschauspieler (Fritz Wepper).
Er erhielt 1964 von der FBW das Prädikat Wertvoll.